# Kaemis
Kaemis is een geslacht van spinnen behorend tot de familie celspinnen (Dysderidae).

## Soorten
- Kaemis carnicus Gasparo, 1995
- Kaemis circe (Brignoli, 1975)
- Kaemis vernalis Deeleman-Reinhold, 1993